# Napad u noćnom klubu Puls u Orlandu
Napad se odigrao 12. juna 2016. godine, kada je 29-godišnji radnik obezbeđenja, Omar Matin, ubio 49 i ranio 53 osobe u pucnjavi u Pulsu, noćnom gej klubu u Orlandu, Florida. Policajci Orlanda su ga ubili nakon trosatnog okršaja.
U pozivu koji je uputio policiji ubrzo nakon početka pucnjave, Matin se zakleo na vernost lideru Islamske države Iraka i Levanta, Abu Bakr al-Bagdadiju (Abu Bakr al-Baghdadi), a kao motiv napada naveo je ubistvo Abu Vahiba u Iraku od strane SAD-u prethodnog meseca. Kasnije je rekao pregovaraču da „ovo što se sada dešava ovde” je zbog američkih intervencija u Iraku i Siriji, i da pregovarač treba da traži od SAD da zaustave bombardovanje. Istražitelji FBI-a Incident smatraju terorističkim napadom.
Puls je bio domaćin „Latinske noći”, a većina žrtava su bili Latinoamerikanci. To je najsmrtonosniji akt nasilja nad LGBT osobama u istoriji SAD-a i najsmrtonosniji teroristički napad u SAD-u od napada 11. septembra 2001. godine. U to vreme, to je bilo najsmrtonosnije masovno ubistvo od strane jednog napadača u istoriji SAD-a, nadmašeno je u pucnjavi u Las Vegasu godinu dana kasnije. Do juna 2018. godine, FBI je odbio da klasifikuje incident kao zločin iz mržnje protiv homoseksualcima, jer su dokazi nagoveštavali da je Matin izviđao nekoliko različitih meta pre nego što je izabrao Puls, ne znajući da je to gej noćni klub. 

## Napad

### Prvi pucnjevi i uzimanje talaca
Dana 11. juna 2016. godine, Puls, gej noćni klub u Orlandu, na Floridi, bio je domaćin „Latinske noći”, subotnji događaj koji je privlačio uglavnom latinoameričku publiku. Oko 320 ljudi je bilo u klubu, koji je poslužio poslednja pića oko 2 sata ujutru 12. juna. Po dolasku pred klub kombijem, Omar Matin je prišao zgradi pešice, naoružan sa polu-automatskom puškom SIG Sauer MCX  i polu-automatskim pištoljem Glok (Glock) 17 od 9 mm. U 2:02, Adam Gruler, policajac policijske uprave u Orlandu (OPD) koji je radio dodatno kao čuvar, primetio je Matina. Matin ga je zaobišao, ušao u zgradu i počeo da puca. Desetine ljudi je ubijeno ili teško povređeno.
Gruler je pozvao pojačanje. Dva policajca koja su stigla u 2:04 su se pridružila Gruleru u sukobu sa Matinom, koji se zatim povukao dalje u noćni klub i uzeo taoce. U narenih 45 minuta, oko 100 policajaca iz OPD-a i šerifove kancelarije okruga Orindž (Orange County) je stiglo na mesto pucnjave. Među prvima su bili i vatrogasci iz Vatrogasne stanice 5 i dva pomoćna vatrogasca iz Vatrogasne stanice 7. Osamdeset pripadnika vatrogasne i hitne medicinske službe iz vatrogasne jedinice Orlando raspoređeno je tokom celog incidenta.
Tokom pucnjave, neki od ljudi koji su bili zarobljeni u klubu tražili su pomoć pozivanjem ili slanjem SMS poruka prijateljima i rođacima. U početku, neki od njih su mislili da su pucnji bili petarde ili deo muzike. Veteran marinaca koji je radio kao izbacivač u noćnom klubu odmah je prepoznao zvukove kao pucnjavu, koju je opisao kao "veliki kalibar", razvalio zaključana vrata iza kojih je desetine ljudi bilo sakriveno i paralizovano od staha i omogućio da otprilike 70 ljudi pobegne. Mnogi su opisali scenu panike i konfuzije izazvanu glasnom muzikom i mrakom. Jedna osoba se zaštitila skrivanjem u kupatilu i pokrivanjem telima. Šankerica je rekla da se sakrila ispod staklenog pulta. Prema rečima čoveka zarobljenog u toaletu sa petnaest drugih osoba, Matin je šesnaest puta pucao ka toaletu, kroz zatvorena vrata, ubivši najmanje dvoje i ranivši još nekoliko ljudi.

### Hitna reakcija
U 2:09, nekoliko minuta nakon što je počela pucnjava, klub je objavio na svojoj Fejsbuk (Facebook) stranici: "Svi neka se izvuku iz Pulsa i beže što dalje."U 2:22 ujutro, Matin je pozvao policiju i spomenuo teroriste sa Bostonskog maratona  i Monera Mohamada Abu Salhu (Moner Mohammad Abu Salha), američkog državljanina koji je poginuo u samoubilačkom bombaškom napadu u Siriji 2014. Matin je rekao da je bio inspirisan Abu Salhinom smrću za Al-Nusra Front i zakleo se na vernost ISIL-u. FBI je rekao da su Matin i Abu Salha dolazili u istu džamiju i da su se poznavali. Matin je tokom pucnjave pozivao policiju još dva puta.
Posle otprilike 15 do 20 minuta, SVAT (SWAT) tim je stigao i policajci su se povukli, jer nisu bili u taktičkoj opremi. SVAT je zatim preuzeo operaciju. Na pitanje zašto policajci nisu otišli u kupatilo i napali Matina, šef policije u Orlandu Džon Mina (John Mina) rekao je da je to zato što je Matin "prešao iz aktivnog strelca u zabarikadiranog napadača" i imao taoce. Takođe je primetio: "Da je nastavio da puca, naši policajci bi ušli tamo." U to vreme, poslednji pucanj Matin je ispalio između 2:10 i 2:18.
Spašavanje ljudi zarobljenih u noćnom klubu počelo je i nastavljeno tokom noći. Pošto je mnogo ljudi ležalo na podijumu za ples, jedan policajac je tražio: "Ako ste živi, podignite ruku." Do 2:35, policija je uspela da izvuče skoro sve povređene iz noćnog kluba. . Oni koji su ostali su bili taoci koje je držao Matin u toaletu, kao i desetak ljudi koji su se skrivali u svlačionicama.

### Telefonski pozivi i pregovori
U 2:45, Matin je nazvao Novosti 13 Orlanda (News 13 of Orlando) i rekao: "Ja sam napadač. To sam ja. Ja sam napadač". Zatim je rekao da je izvršio napad u ime ISIL-a i počeo brzo da govori na arapskom jeziku. Matin je takođe rekao da je pucnjava "izazvana" bombaškim udarima u Iraku koje predvode SAD, u kojima je 6. maja ubjen Abu Vahiba, vojni komandant ISIL-a.
Policijski pregovarači razgovarali su s Matinom tri puta telefonom između 2:48 i 3:27. On je tokom jednog od poziva tvrdio da ima bombe vezane za svoje telo. On je takođe tvrdio da  "ima vozilo na parkingu sa dovoljno eksploziva da razori gradske blokove". U 4:21, osam talaca pobeglo je nakon što je policija izvukla klima uređaj iz spoljašnjeg zida. Oko 4:29, Matin je rekao pregovaračima da planira da veže prsluke na četiri taoca, strateški ih smesti u različite uglove zgrade i detonira ih za 15 minuta. Policajci OPD-a su tada odlučili da okončaju pregovore.

### Spašavanje i evakuacija
FBI je izvestio da se nije čula pucnjava od trenutka kada je Matin prestao da razmenjuje paljbu  sa policijom tokom njihovog prvog odgovora i 5:02, kada je policija Orlanda probila zid zgrade. Neposredno pre upada policije, Matin je ušao u žensko kupatilo gde su se taoci skrivali i otvorio vatru, ubivši čoveka koji je žrtvovao svoj život da bi spasao ženu iza sebe i bar još jednu, prema svedocima.
U 5:07 sati, četrnaest pripadnika SVAT-a - nakon što nisu uspeli da probiju dovoljno veliku rupu u spoljašnjem  zidu toaleta pomoću bombe - uspešno su probili zgradu oklopnim vozilom kroz zid u toaletu  na severnoj strani. Zatim su koristili dve šok bombe kako bi odvratili pažnju Matina i pucali na njega. Probijanje zida  je izvuklo Matina u hodnik, u 5:14 je napao policajce. Pogođen je osam puta i poginuo u pucnjavi u kojoj je učestvovalo najmanje jedanaest policajaca koji su ispalili ukupno oko 150 metaka. Prijavljeno je da je napadač eliminisan  u 5:17. 

### Žrtve
Pedeset ljudi je poginulo u incidentu, uključujući i Matina, a još 53 je povređeno, neki kritično. Mnogi su bili podvrgnuti operaciji. Trideset devet, uključujući i Matina, proglašeni su mrtvima na licu mesta, a jedanaest u lokalnim bolnicama. Od trideset osam žrtava koje su ubijene na mestu zločina, dvadeset je ubijeno na pozornici i plesnom podijumu, devet u severnom toaletu noćnog kluba, četiri u južnom toaletu, tri na pozornici, jedna u predvorju, a jedna na verandi. Najmanje pet poginulih nije ubijeno tokom početnog pucanja od strane Matina, već tokom situacije sa taocima u kupatilu.
Autopsije 49 mrtvih završilo je Ured medicinskog istražitelja okruga Oranž (Orange County Medical Examiner's Office) do 14. juna, a njihovi rezultati su objavljeni početkom avgusta. Prema izveštajima o obdukciji, mnoge žrtve su više puta upucane sa prednje ili bočne strane i sa male udaljenosti. Više od trećine je pogođeno u glavu, a većina je imala višestruke rane od metaka  verovatno ispaljenih sa udaljenosti veće od 3 metra. Ukupno je bilo više od 200 rana od vatrenog oružja.

## Izvršilac
Napadač je identifikovan kao 29-godišnji Omar Matin, Amerikanac rođen u Nju Hide Parku (New Hyde Park), Njujork (New York). [96] [97] Njegovi roditelji su bili Avganistanci i on je odrastao kao musliman. U vreme pucnjave, on je živeo u apartmanskom naselju u Fort Pirsu (Fort Pierce, Florida), na Floridi, na 117 milja (188 kilometara) od noćnog kluba Puls u Orlandu.
Matinovo telo je sahranjeno na muslimanskom groblju u južnoj Floridi, blizu Hiale Gardena (Hialeah Gardens).

## Motiv
U satima pre pucnjave, Matin je koristio nekoliko naloga na Fejsbuku za pisanje postova koji su najavljivali osvetu za američke vazdušne napade u Iraku i Siriji i traženje sadržaja vezanog za terorizam. 
Tokom pucnjave, Matin je pozvao 911 tvrdeći da je to čin odmazde za ubistvo u vazdušnom napadu, ISIL-ovog militanta Abu Vahiba prethodnog meseca. 

## Istraga
Zvaničnici su pucnjavu okarakterisali kao čin terorizma i zločina iz mržnje. U vreme suđenja Matinovoj ženi za pomoć u napadu, FBI je i dalje odbijao da ga klasifikuje kao zločin iz mržnje, a tužilaštvo je reklo da nikada nije razmišljalo o tome da je Matin ciljao na gejeve.

## Spoljašnje veze
- (2017)